# Clonostylis forbesii
Clonostylis forbesii es unas especie de árbol que se encuentra en Sumatra. Tiene hojas pequeñas glabras, elípticas y dispuestas en espiral.
Clonostylis forbesii es la única especie dentro de la familia Euphorbiaceae del género Clonostylis. Anteriormente se pensaba que Clonostylis S.Moore era un sinónimo de Spathiostemon Blume, pero ahora Clonostylis es provisionalmente tratado como un género con una sola especie.
Desde entonces solo un espécimen ha sido encontrado, según la Herbario Nacional de Holanda, y al no presentar fruto ni estambres de flores, una definitiva clasificación aún no es posible. (La especie es unisexual y solo presenta pistilos).

## Taxonomía
Clonostylis forbesii fue descrita por Spencer Le Marchant Moore y publicado en Journal of Botany, British and Foreign 63(Suppl.): 101. 1925.
Sininimia
- Spathiostemon forbesii (S.Moore) Airy Shaw[2][3]